# Пам'ятник Олексію Алчевському (Харків)
Па́м'ятник Олексі́ю Алче́вському — бюст-пам'ятник видатному меценату Олексію Алчевському, встановлений 23 серпня 2004 року у сквері Перемоги на розі вулиць Чернишевської та Жон Мироносиць. Пам'ятник є подарунком міста Алчевська до святкування 350-річчя заснування Харкова. Розташований неподалік колишнього особняка Алчевських на вулиці Жон Мироносиць, 13, а також Алчевської вулиці.

## Опис

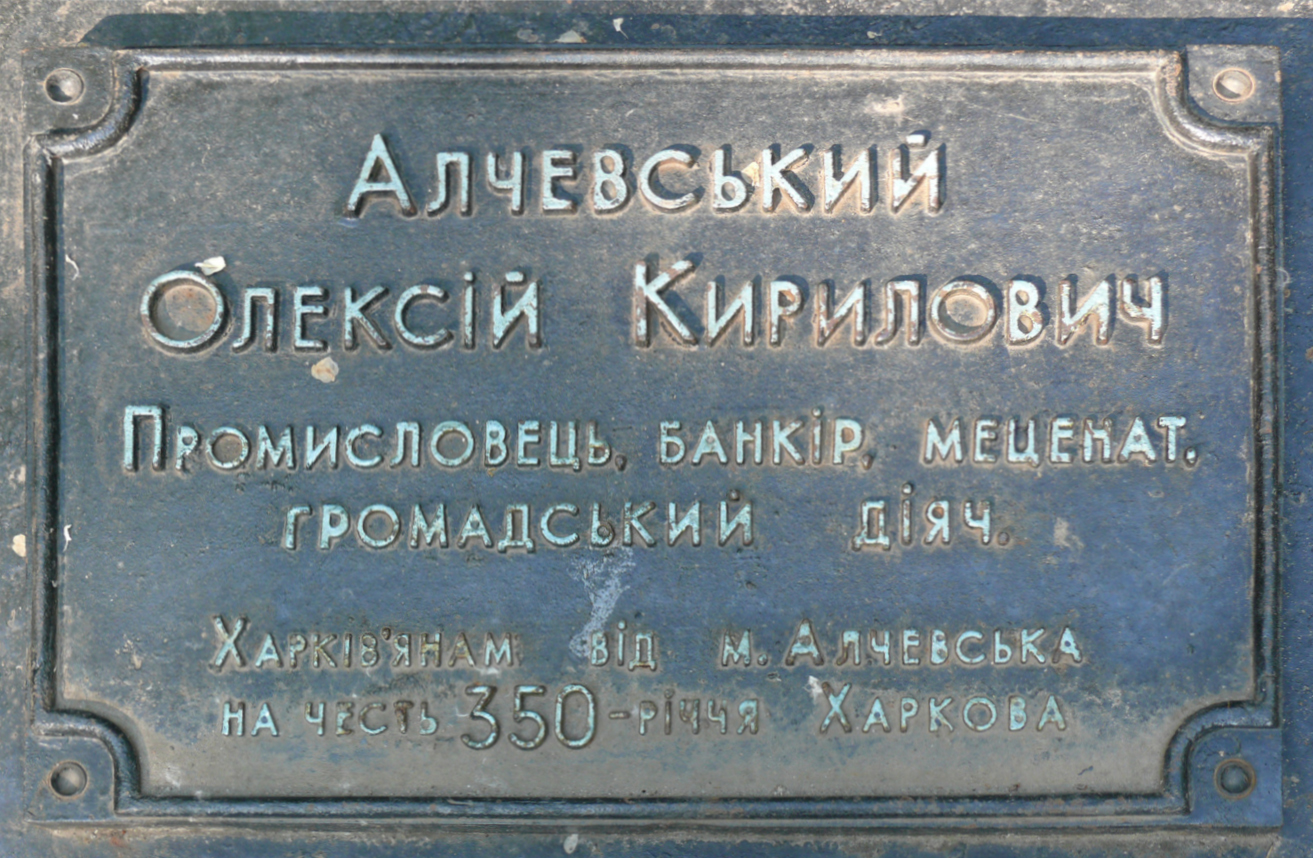
Меморіальна дошка на пам'ятнику

На табличці зазначено:
«Алчевський Олексій Кирилович
Промисловець, банкір, меценат, громадський діяч
Харків'янам від м. Алчевськ на честь 350-річчя Харкова»

## Цікаві факти
- Це копія пам'ятника, який знаходиться у місті Алчевськ і встановлений на вулиці Леніна.